# Edgars Jaunups
Edgars Jaunups (ur. 15 lipca 1979 w Rydze) – łotewski prawnik i polityk, działacz studencki i sportowy, poseł na Sejm (2002–2005), radny Rygi (od 2009).

## Życiorys
W latach 1997–2002 studiował na Wydziale Prawa Uniwersytetu Łotewskiego. Był działaczem studenckim, przewodniczył Radzie Studentów Uniwersytetu Łotewskiego, zasiadał także w senacie uczelni (2000–2002). Był członkiem władz Łotewskiego Związku Studentów (2001–2002). W trakcie studiów doradzał w sprawach prawnych i medialnych przewodniczącemu Narodowej Rady Radia i Telewizji (2000–2002).
W 2002 znalazł się wśród założycieli centroprawicowego ugrupowania Nowa Era (Jaunas laiks, JL), z ramienia którego sprawował mandat poselski w Sejmie VIII kadencji (2002–2005). Pełnił funkcję sekretarza parlamentarnego w Ministerstwie Kultury (2002–2003), doradcy ministra obrony (2004–2005), zaś po odejściu z Sejmu sekretarza generalnego Nowej Ery (2005–2006). W latach 2006–2007 zasiadał we władzach klubu koszykarskiego ASK Rīga, następnie zaś stanął na czele zarządu VEF Rīga (2007–2008), którego był współzałożycielem. Od 2007 do 2009 był sekretarzem generalnym Łotewskiego Związku Koszykówki, zaś od 2010 jest członkiem władz tego związku. W 2009 został przedstawicielem VEF Rīga w Zjednoczonej Lidze Koszykówki. W wyborach z 2009, w których kandydował na burmistrza Rygi, uzyskał mandat radnego Rygi z listy Nowej Ery. W 2010 sprawował funkcję przewodniczącego klubu radnych JL, następnie został współprzewodniczącym klubu radnych "Jedności". Był doradcą przewodniczącej Sejmu Solvity Āboltiņi.
Obecnie zasiada w zarządzie "Jedności".